# Chelonus silvestrii
Chelonus silvestrii är en stekelart som först beskrevs av Papp 1999.  Chelonus silvestrii ingår i släktet Chelonus och familjen bracksteklar. Inga underarter finns listade i Catalogue of Life.